# Wilhelm Hofmeister (botanico)
Wilhelm Friedrich Benedikt Hofmeister (Lipsia, 18 maggio 1824 – Lindenau, 12 gennaio 1877) è stato un botanico e biologo tedesco.

## Biografia
Hofmeister era figlio di un editore e venditore di libri e musica a Lipsia. Abbandonò la scuola all'età di 15 anni per fare l'apprendista in una libreria ad Amburgo. Nel 1847 si sposò con Agnes Lurgenstein, dalla quale ebbe nove figli, ed entrò in Massoneria, nella Loggia Apollo di Lipsia. di La maggior parte della sua ricerca la fece nel suo tempo libero, in gran parte dalle quattro alle sei del mattino prima di andare al lavoro. Tuttavia, rimase sconosciuto fino all'età di 27 anni quandò pubblicò la sua monografia innovativa sul ciclo vitale aplodiplonte. Fino al 1863, fu impiegato come professore presso l'Università di Heidelberg. Nel 1872 si trasferì presso l'Università di Tubinga.
Hofmeister è ampiamente accreditato per la scoperta del ciclo vitale aplodiplonte. Fu caratterizzato da due fasi, una aploide, il gametofito, che produce i gameti, ed una diploide, lo sporofito, che produce le spore. Il ciclo vitale aplodiplonte costituiva una teoria unificante dell'evoluzione delle piante pubblicata nel 1851, otto anni prima della pubblicazione L'origine delle specie di Darwin.
Il contributo di Hofmeister nella biologia fu molto riconosciuto. Ciò può in parte essere attribuito al fatto che solo una delle sue opere fu tradotta dal tedesco all'inglese. Tuttavia, Kaplan & Cooke concludono che "la sua reputazione è diventata eclissata perché era molto più avanti dei suoi contemporanei". Lo studio del lavoro di Hofmeister fu limitato perché fu pubblicato in lingua tedesca, anche se sono state fatte delle traduzioni per alcuni documenti.

## Opere principali
- Untersuchungen des Vorgangs bei der Befruchtung der Oenothereen. In: Botanische Zeitung, vol. 5, 1847, cols. 785–792 (= in: No. 45, 5th November 1847).
- Die Entstehung des Embryo der Phanerogamen. Eine Reihe mikroskopischer Untersuchungen. Verlag F. Hofmeister, Leipzig 1849.
- Vergleichende Untersuchungen der Keimung, Entfaltung und Fruchtbildung höherer Kryptogamen (Moose, Farrn, Equisetaceen, Rhizocarpeen und Lycopodiaceen) und der Samenbildung der Coniferen. 179 pp., 1851,  (Reprint: Historiae Naturalis Classica 105. Cramer, Vaduz 1979). traduzione in inglese (di F. Currey): On the germination, development and fructification of the higher Cryptogamia and on the fructification of the Coniferae. Ray Society, London, 1862.
- Neue Beiträge zur Kenntniss der Embryobildung der Phanerogamen.  1. Dikotyledonen mit ursprünglich einzelligem, nur durch Zellentheilung wachsendem Endosperm. S. Hirzel, Leipzig, pp. 536–672. 1859.
- Neue Beiträge zur Kenntniss der Embryobildung der Phanerogamen.  2. Monokotyledonen. S. Hirzel, Leipzig, pp. 632–760. 1861.
- Die Lehre von der Pflanzenzelle. In: W. Hofmeister (ed.): Handbuch der Physiologischen Botanik I-1. W. Engelmann, Leipzig 1867.
- Allgemeine Morphologie der Gewächse. In: W. Hofmeister (ed.): Handbuch der Physiologischen Botanik I-2. W. Engelmann, Leipzig 1868.